# Kiến trúc Việt Nam

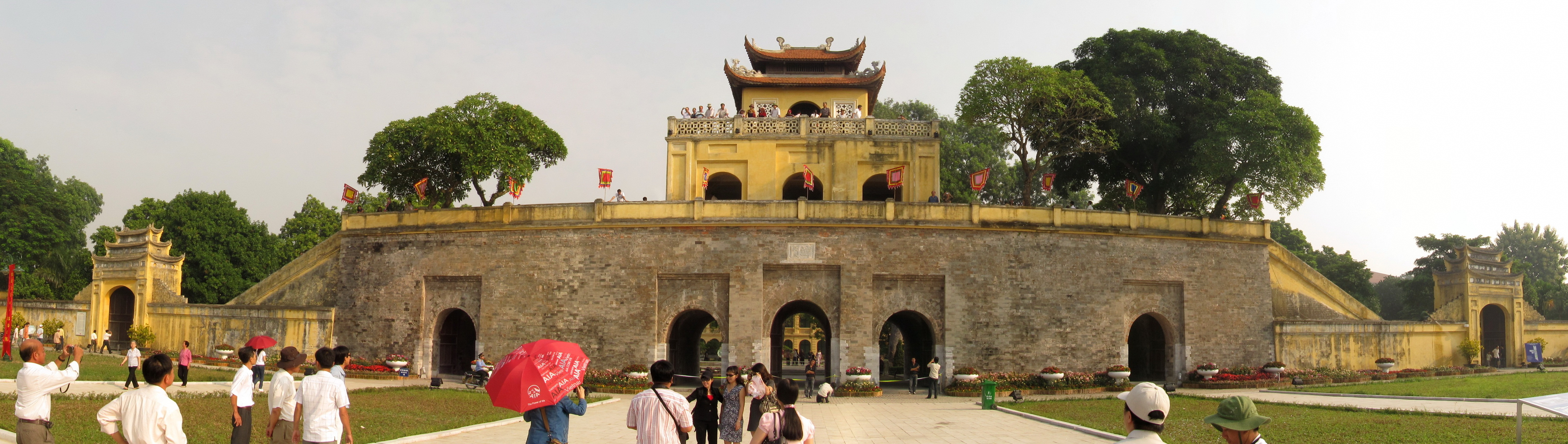
Kiến trúc cổng thành Hà Nội thời Nguyễn, với bệ đá từ hoàng thành Thăng Long thời Lê Trung Hưng

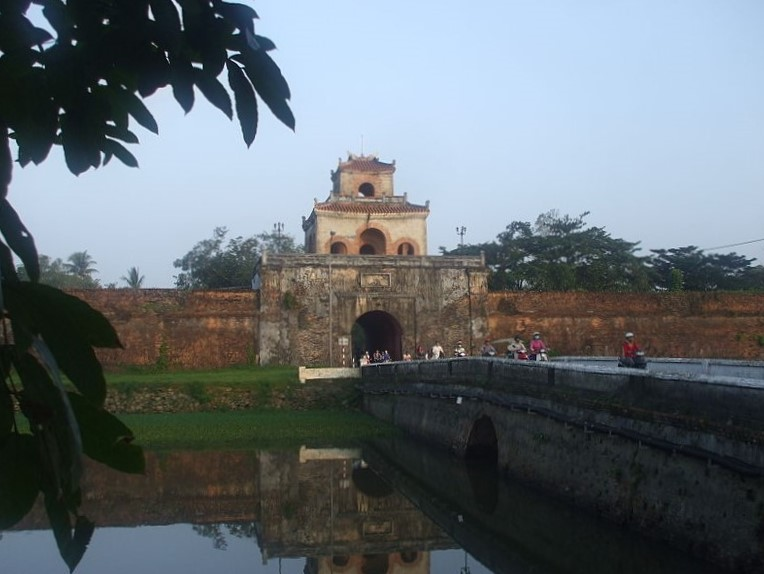
Kiến trúc cổng kinh thành Huế thời Nguyễn

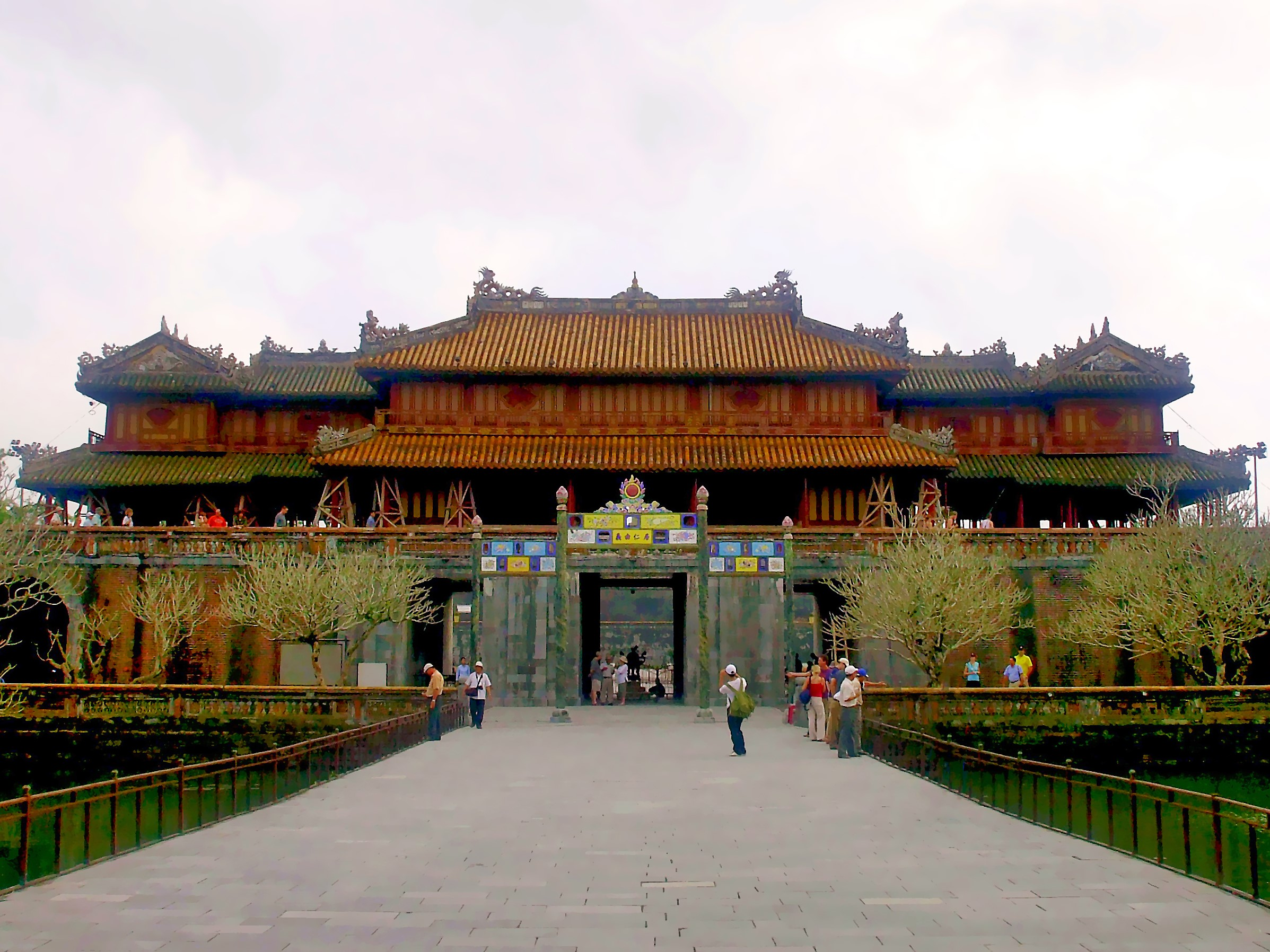
Kiến trúc cổng hoàng thành Huế thời Nguyễn

Kiến trúc Việt Nam là kiểu xây dựng và trang trí họa tiết của người Việt qua quá trình phát triển lịch sử và có sự tiếp thu, dung hợp của các nền kiến trúc trong khu vực và thế giới. Kiến trúc kiểu Việt Nam hình thành theo nhu cầu ở, che nắng che mưa và là nơi về sau khi làm việc. Kiến trúc của người Việt thể hiện qua các công trình từ đình, đền, miếu, mạo, chùa, chiền, nhà thờ họ, thành quách, cung điện và kiến trúc nhà ở. Có ba thời kì kiến trúc chính gồm kiến trúc Cổ đại, Trung đại, Cận đại và Hiện đại.

## Thời cổ đại
Kiến trúc cổ đại của người Việt trước khi ảnh hưởng bởi Trung Hoa: Đời sống phát triển con người biết dựng nhà tranh để ở và sàn cao để tránh thú dữ. Vật liệu xây dựng là gỗ, tre. Con người đã mô tả đời sống của mình trên trống đồng. Theo hình có 2 kiểu nhà mái cong lên như thuyền và mái cong xuống như mai rùa. Thế kỉ 2 trước lịch tây, An Dương Vương bảo đắp đất xây thành Cổ Loa hình xoắn ốc và là kiến trúc thành đầu tiên của người Việt.
Trong thời kì phong kiến, kiến trúc Việt đã du nhập những ảnh hưởng từ Trung Hoa, trong giai đoạn này kiến trúc Việt chịu ảnh hưởng của kiến trúc Phật giáo.

## Thời Cận-Hiện đại

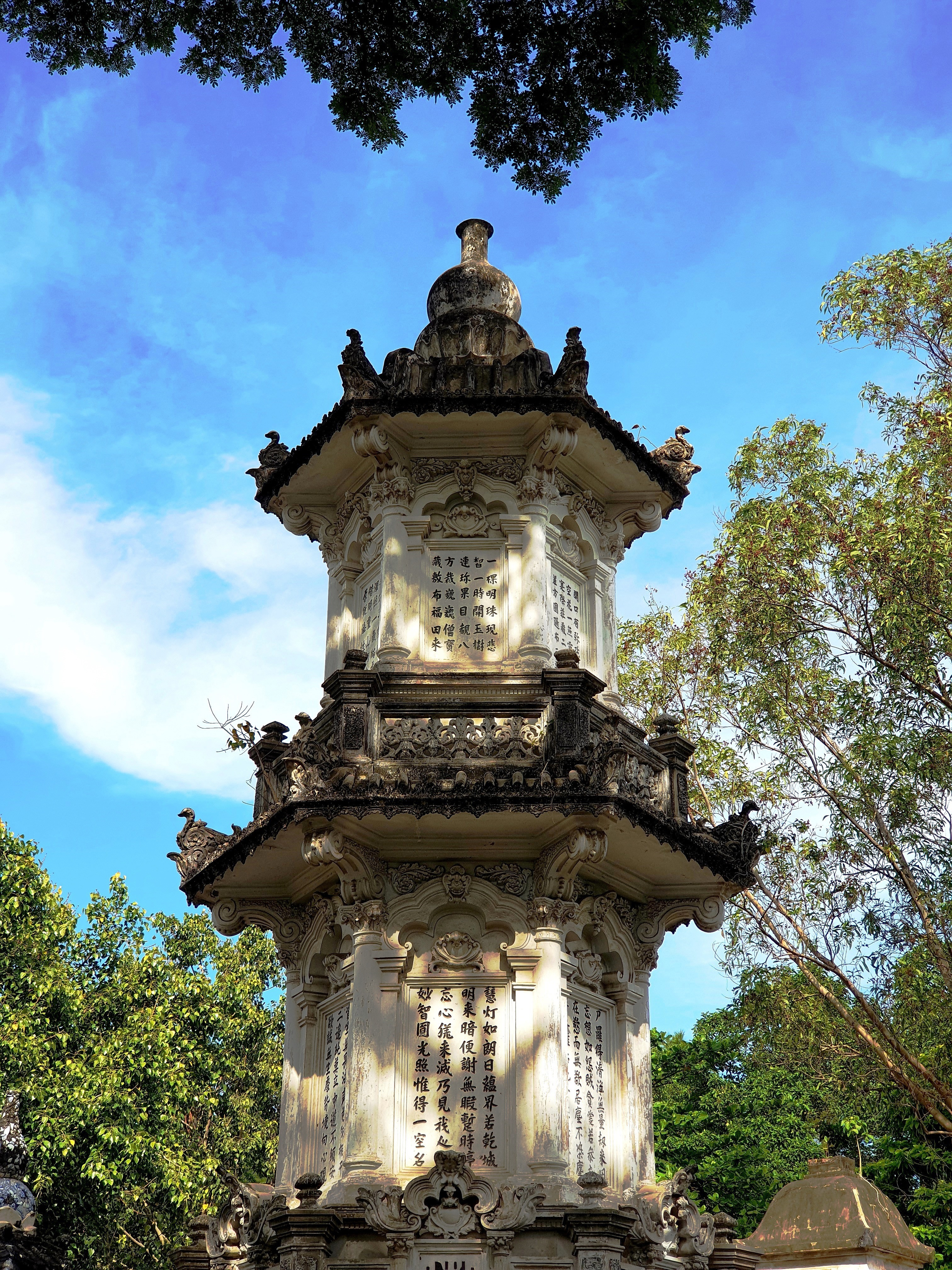
Tháp phù đồ ở chùa Giác Viên, một biểu hiện của việc tiếp thu và dung hợp trong kiến trúc của người Việt

Kiến trúc thời Cận đại và Hiện đại của người Việt đã chịu ảnh hưởng từ phương Tây rõ rệt, đồng thời đã có sự tiếp thu, dung hợp kiến trúc Đông-Tây với bản sắc riêng để định hình nên kiến trúc như ngày nay.
- Thời thuộc Pháp: Thực dân Pháp đã đem văn hóa phương Tây ảnh hưởng vào Việt Nam. Xi măng bắt đầu được rộng dùng rộng rãi. Cách xây dựng kiến trúc bê tông truyền vào nước ta. Các kiến trúc phương Tây nổi bật ở nước ta là Nhà hát lớn Hà Nội, nhà thờ Đức Bà... Công trình nổi bật của kiến trúc Việt - Tây là lăng Khải Định, cung An Định.
- Thời nay: Khi độc lập đất nước bắt đầu phát triển hội nhập tiếp thu văn hóa nhiều nước. Chẳng chỉ nước Việt mà là cả thế giới gây thành văn hóa hiện đại. Cũng vậy kiến trúc đặc điểm cao to rộng, cầu kì, lộng lẫy, giản dị nhưng sang trọng.